# Алиева, Айсун
Айсун Алиева (азерб. Aysun Əliyeva, 19 июля 1997) — азербайджанская футболистка, а также и полузащитница. Игрок сборной Азербайджана.

## Биография
Занималась футболом с восьми лет. На родине выступала за клубы «БТИ», «Тяхсил», «Нефтчи», «Угур» и другие. В 2019 году в составе «Угура» стала обладательницей Кубка Азербайджана и лучшей футболисткой турнира.
Осенью 2016 года впервые перешла в зарубежный клуб — турецкий «1207 Антальяспор». В одном из матчей вынесла с поля на спине травмированную футболистку соперников и за это номинировалась на приз fair play. Позднее играла в Турции за клубы «Илькадым Беледиеспор», «Фатих Ватан Спор», «Фомгет Генчлик ве Спор», «Чайкур Ризеспор».
Во второй половине 2019 года играла за клуб чемпионата Казахстана «Окжетпес». Серебряный призёр чемпионата Казахстана 2019 года. Летом 2021 года перешла в состав дебютанта высшего дивизиона России «Рубин» (Казань), но сыграла только два матча и уже в ноябре покинула клуб.
Выступала за юниорские и молодёжные сборные Азербайджана. Участница финального турнира чемпионата мира среди 17-летних 2012 года, проходившего в Азербайджане. С 2017 года вызывается в национальную сборную Азербайджана, в 2019 году сыграла первые матчи в официальных турнирах. По состоянию на 2021 год была капитаном сборной.